# Phyllorhynchus
Genre
Phyllorhynchus est un genre de serpents de la famille des Colubridae.

## Répartition
Les espèces de ce genre se rencontrent au Mexique dans les États du Sonora, du Sinaloa, de Basse-Californie et de Basse-Californie du Sud et aux États-Unis en Californie, au Nevada et en Arizona. 

## Liste des espèces
Selon The Reptile Database (16 mars 2012) :
- Phyllorhynchus browni Stejneger, 1890
- Phyllorhynchus decurtatus (Cope, 1868)

## Publication originale
- Stejneger, 1890 : On a new genus and species of colubrine snakes from North America. Proceedings of the United States National Museum, vol. 13, n. 802, p. 151-155 (texte intégral).